# Antonius Rex
Antonius Rex (International Magic Group) è un gruppo musicale di rock progressivo italiano dalle forti connotazioni gotiche ed orrorifiche tipiche di un filone a cui sono riconducibili gruppi come i Goblin o Gli Spettri. La band nacque a Milano nel 1974 ed è guidata da Antonio Bartoccetti.

## Storia

### 1973-1974: Le origini negli Jacula e la nuova band
Se è vero che Antonio Bartoccetti e Charles Tiring venivano dall'esperienza comune degli Jacula, una band che aveva proposto formule tipicamente progressive rock unite a tematiche occulte ed esoteriche, è vero anche che già dal 1973 i due sentivano gravosa la scelta di un nome dal carattere gotico-erotico così fortemente legato all'omonimo fumetto. Se nel frattempo Charles Tiring aveva fatto perdere le sue tracce scomparendo in "circostanze misteriose", fu il conseguente cambio di formazione e l'incontro di Bartoccetti con la futura moglie Doris Norton a fornire il pretesto per il cambio di nome in Antonius Rex.

### 1974-1980: Antonius Rex traZoraeRalefun
Il gruppo Antonius Rex nacque così nel 1974 e vedeva una formazione composta da Antonio Bartoccetti alla chitarra e voce, Doris Norton alle tastiere ed Albert Goodman alla batteria. Tra le storie più o meno realistiche raccontate dallo stesso Bartoccetti, c'è quella secondo cui in questo primo periodo venne concepito e realizzato l'album Neque Semper Arcum Tendit Rex, proposto poi alla Vertigo Records che lo rifiutò a causa dei forti contenuti e della copertina in bianco e nero con una lettera “diabolica” risalente al diciassettesimo secolo. Secondo questo racconto, un'edizione limitata a 400 copie sarebbe stata autoprodotta dalla fantomatica Darkness Records di Albert Goodman e distribuita in circuiti a loro vicini. Questo album verrà comunque (ri)stampato dopo diversi rimaneggiamenti, solo nel 2002 dalla Black Widow Records.
La prima uscita ufficiale della band fu invece l'LP su marchio Tickle dell'aprile del 1977 intitolato Zora. L'album, che vede anche brani scritti assieme ad Angelo Serighelli e Franco Mussita del gruppo dei Raminghi, riprende il titolo dall'omonimo fumetto, tracciando così una linea di continuità stilistica con il progetto precedente Jacula. Alla sua uscita Zora divise fortemente la critica tra sostenitori e detrattori, generando anni dopo anche il ripudio dello stesso Bartoccetti. Tra i brani del disco è da ricordare anche U.F.D.E.M. riregistrato e con il nuovo titolo di Morte al potere.
Dopo la prematura morte di Albert Goodman, gli Antonius Rex inseriscono Jean-Luc Jabouille alla batteria, e poi il bassista jazz Marco Ratti ed il flautista jazz Hugo Heredia. Nel 1978 pubblicarono così Ralefun (Radio Records), un disco dai suoni decisamente più morbidi e maggiormente influenzato dal progressive folk, che conservava comunque ampi spazi di matrice strumentale dedicati "alla sperimentazione dove salta fuori decisa la vena misterica dell’autore"

### 1990-1999: le ristampe Musik Research e Mellow Records
Dagli inizi degli anni '90, anche grazie alle nuove scene di revival del rock progressivo, rinasce l'interesse verso i progetti di Bartoccetti. Si aprì così un periodo di pubblicazione di ristampe e nuovi album degli Jacula e degli Antonius Rex: Anno Demoni che raccoglieva registrazione di Antonius Rex e di altri progetti di Bartoccetti compresi tra il 1969 ed il 1979, viene prima ristampato dalla Musik Research nel 1991 e poi dall'etichetta specializzata sul rock progressivo Mellow Records nel 1992, che a causa di un fraintendimento lo fa uscire a nome Jacula'. Sempre la Mellow Records ristampa poi Zora nel 1994.

### 2000-in poi: Le ristampe Black Widow e nuovi album
Nel 2002 vennero ristampate vecchie registrazioni del 1974 rielaborate per l'occasione nell'album Neque semper arcum tendit rex (Black Widow Records), nel 2003 viene ristampato Praeternatural (Black Widow Records), nel 2005 venne pubblicato il DVD del cortometraggio Magic ritual (1977) di Doris Norton con le colonne sonore di Antonius Rex.
Nel 2006 sempre Antonius Rex pubblicò invece il primo album dichiaratamente nuovo intitolato Switch on dark (Black Widow Records), a cui seguirono Per Viam (Black Widow Records, 2009) e Hystero Demonopathy (Black Widow Records, 2013).

## Formazione

### Formazione
- Antonio Bartoccetti - voce, chitarra
- Rexanthony - voce, pianoforte, tastiere, computer
- Florian Gorman - acoustic drums

### Ex componenti
- Albert Goodman - batteria (dal 1974 al 1978)
- Doris Norton - pianoforte - sintetizzatore - tastiere - computer (dal 1974 al 2009)

## Discografia
- 1977 - Zora (Tickle, TLPS 5013; ristampato nel 1978 come TLPS 5018, e in CD nel 1994)
- 1978 - Ralefun (Radio Records, ZPLRR 34048; ristampato in CD nel 1994)
- 1979 - Anno Demoni (Musik Research, AR LP 00-499; ristampato in CD nel 1992)
- 1980 - Praeternatural (Musik Research; ristampato in CD nel 2003)
- 1992 - Pig in the Witch (D&W, singolo)
- 2002 - Neque semper arcum tendit rex (CD, Darkness, DRK 40-18, 2002, originariamente concepito nel 1974)
- 2005 - Magic Ritual (Black Widow Records, BWR 083)
- 2006 - Switch on Dark (Black Widow Records, BWR 099)
- 2009 - Per viam (Black Widow Records, BWR 126)
- 2012 - Hystero demonopathy (Black Widow Records)